# Erèbids
Els erèbids (Erebidae) són una família de lepidòpters ditrisis de la superfamília dels noctuoïdeus (Noctuoidea). És una de les famílies més grans de lepidòpters amb 24.569 espècies i conté una àmplia varietat de grups de grans papallones nocturnes prou conegudes. Es troben en tots els continents excepte l'Antàrtida.
Segons les darreres classificacions, la família inclou subfamílies que durant molts anys van ser considerades famílies independents, com ara els Arctiidae (ara subfamília Arctiinae) i els Lymantriidae (ara subfamília Lymantriinae).
Les mides dels adults van des de les més grans (17 cm de l'Ascalapha odorata) a la més petites (0,25 cm en alguns dels Micronoctuini).
La coloració dels adults s'estén des de tota la gamma de colors monòtons i críptics (per exemple, Zale lunifera) a colors vívids, contrastats (per exemple, els arctins).

## Subfamilies
La família Erebidae inclou 18 subfamílies:
- Aganainae
- Anobinae
- Arctiinae
- Boletobiinae
- Calpinae
- Erebinae
- Eulepidotinae
- Herminiinae
- Hypeninae
- Hypenodinae – inclou Micronoctuini
- Hypocalinae
- Lymantriinae
- Pangraptinae
- Rivulinae
- Scolecocampinae
- Scoliopteryginae
- Tinoliinae
- Toxocampinae

## Classificació
Entre els noctuoïdeus, els erèbids poden ser àmpliament definits per les característiques de les ales dels adults amb el suport dels estudis filogenètics.

Estudis filogenètics actuals han ajudat a aclarir les relacions entre els estructuralment diversos llinatges dins dels noctuoïdeus i dins dels erèbids.
Els estudis morfològics van donar lloc a una classificació en la qual els monofilètics Arctiinae, Lymantriinae i Micronoctuini van ser tractats com famílies, i els altres llinatges dels erèbids van ser agrupats en gran manera dins els noctúids.
Estudis recents que combinen característiques genètiques amb les morfològiques van revelar que els antics noctúids eren parafilètics, i alguns dels llinatges dins dels noctúids estaven més estretament relacionats amb les famílies Arctiinae, Lymantriinae, i Micronoctuini que amb els altres llinatges de Noctuidae.
La determinació d'aquestes relacions filogenètiques ha portat a l'actual sistema de classificació en el qual diversos clades es reorganitzen i es mantenen gairebé intactes i altres se separaren.
Els erèbids són una família monofilètica entre les sis dels noctuoïdeus. Algunes subfamílies dels noctúids, com ara els Herminiinae, es van traslladar en el seu conjunt a Erebidae. Altres subfamílies, incloent el Acontiinae i Calpinae, es van separar. Arctiinae va esdevenir una subfamília dels erèbids col·locat al costat dels Herminiinae. Lymantriinae es va convertir en una altra subfamília dels erèbids col·locada prop de Pangraptinae. El rang de Micronoctuini va ser canviat de família a tribu inclosa dins d'Hypenodinae.
Erebidae es divideix actualment en 18 subfamílies, algunes dels quals estan fortament recolzades per l'anàlisi filogenètic i poden persistir a través d'un major estudi, mentre que altres són dèbilment compatibles i poden ser redefinides de nou.

## Galeria

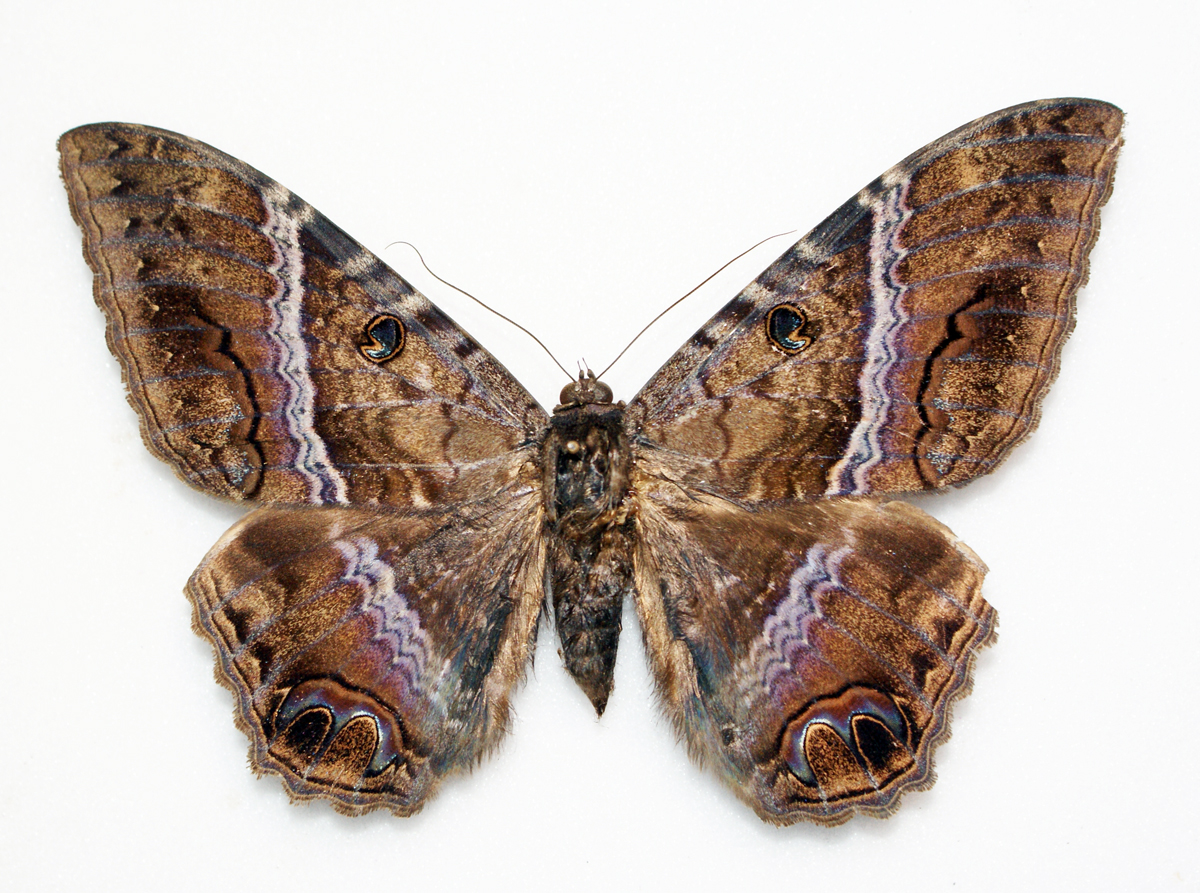
Ascalapha odorata
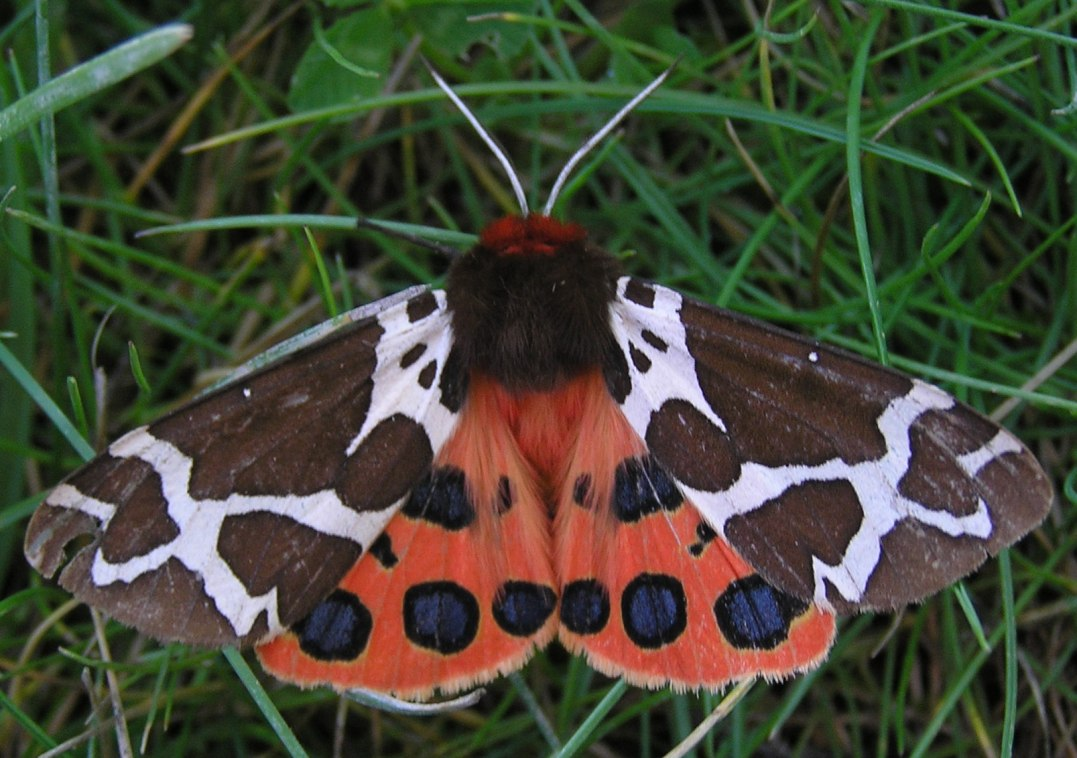
Arctia caja
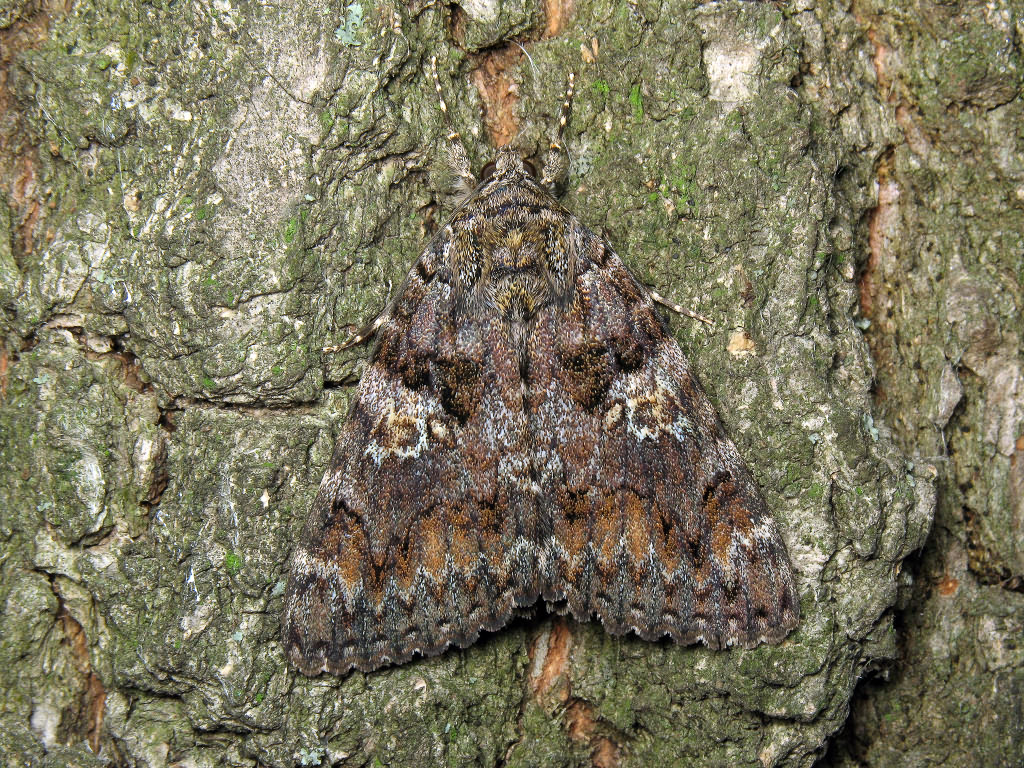
Catocala sponsa
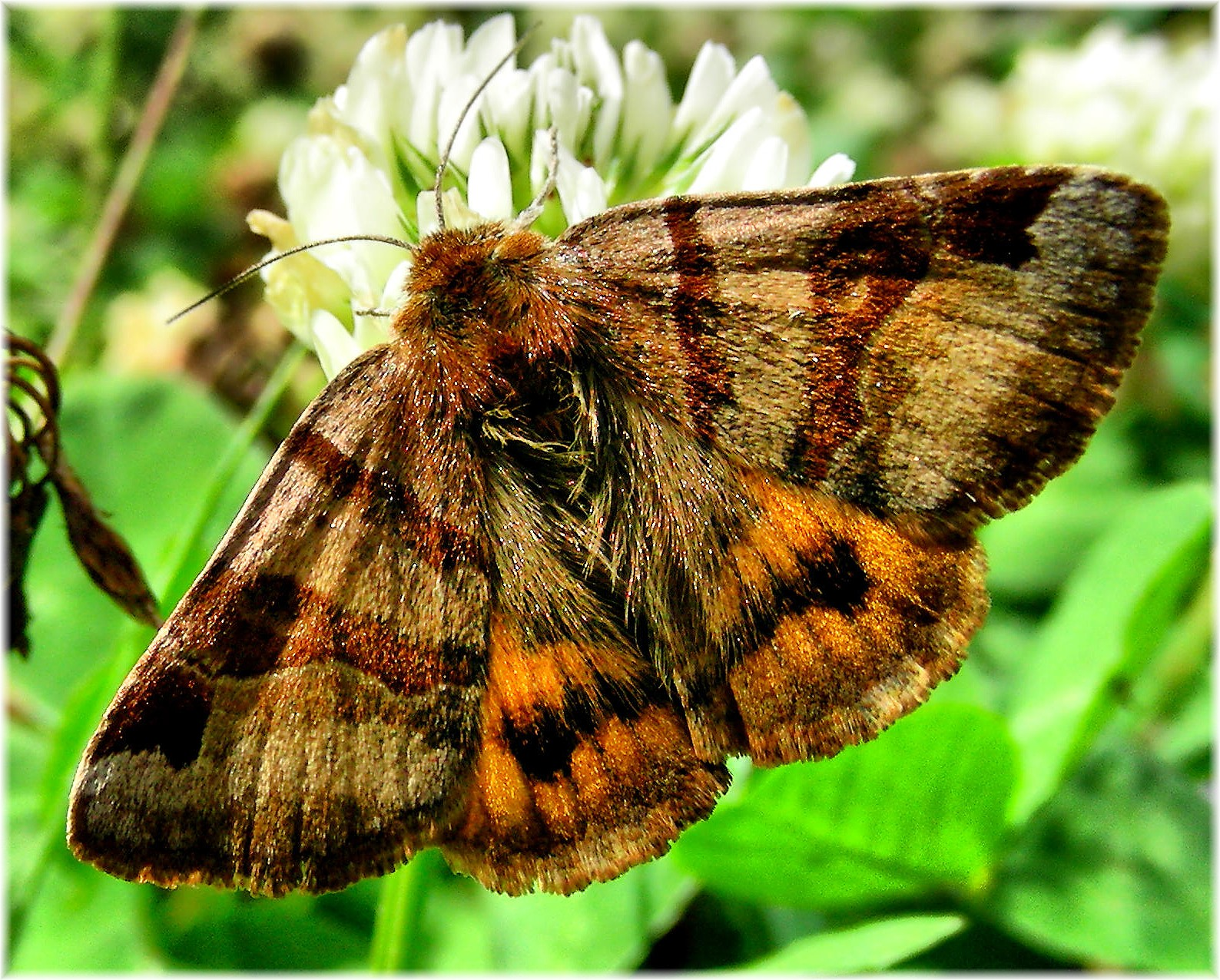
Euclidia glyphica
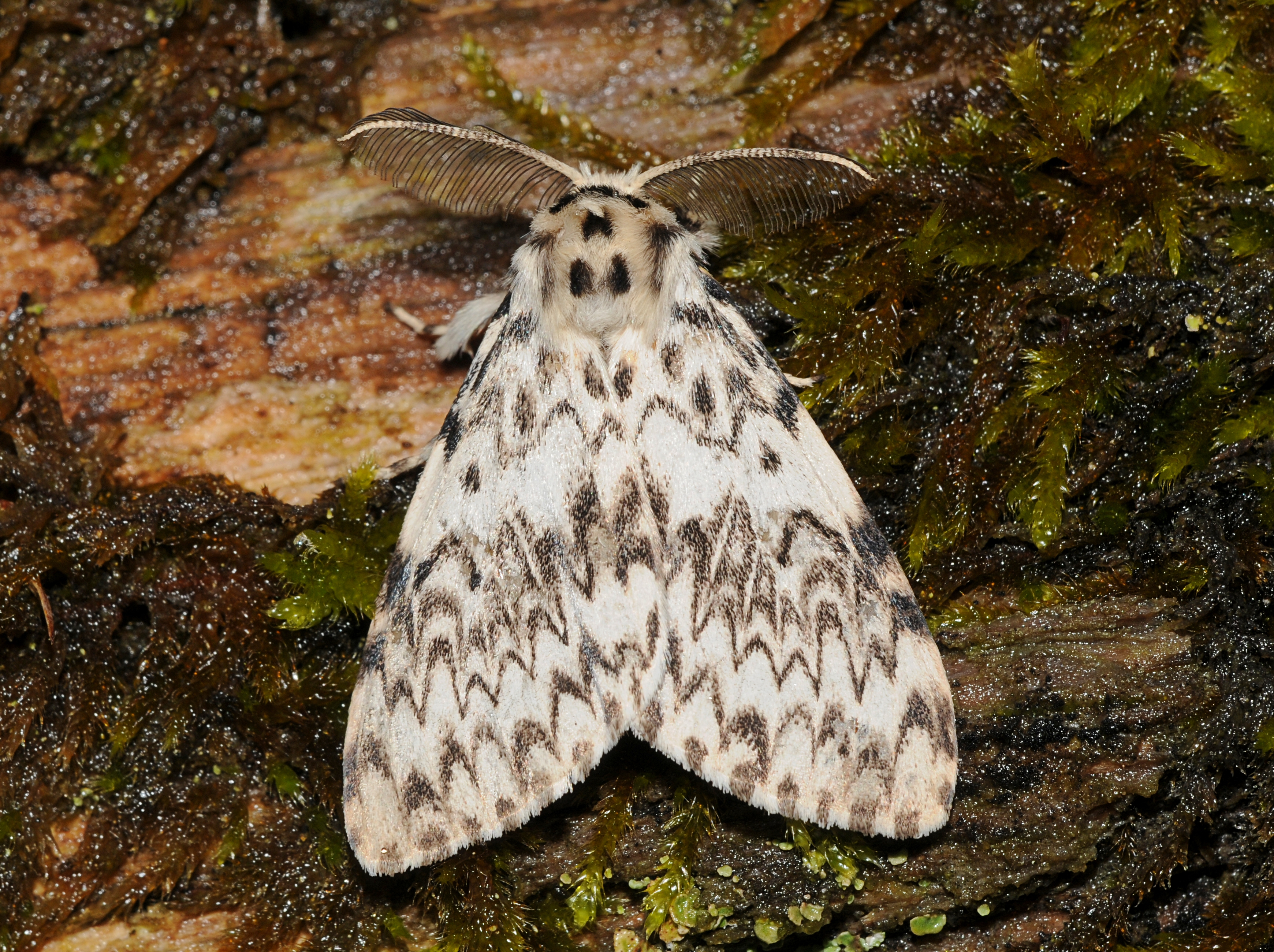
Lymantria monacha
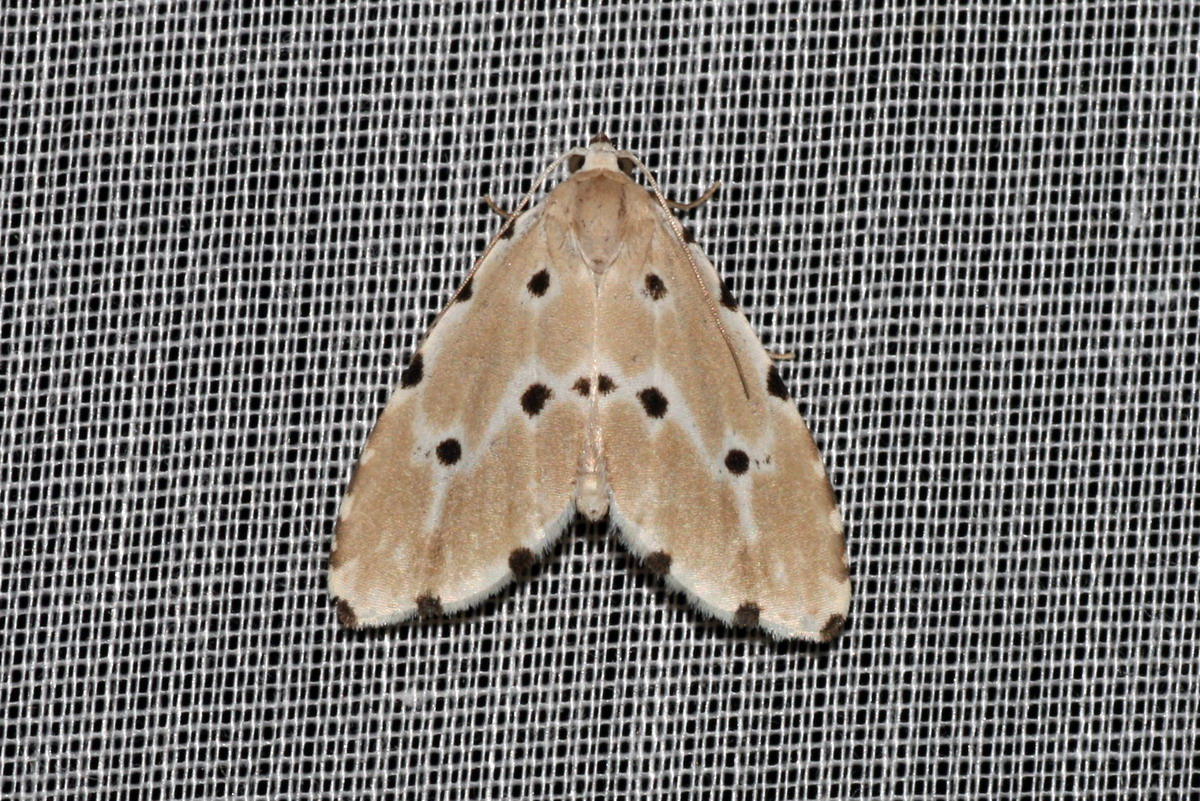
Metaemene atriguttata
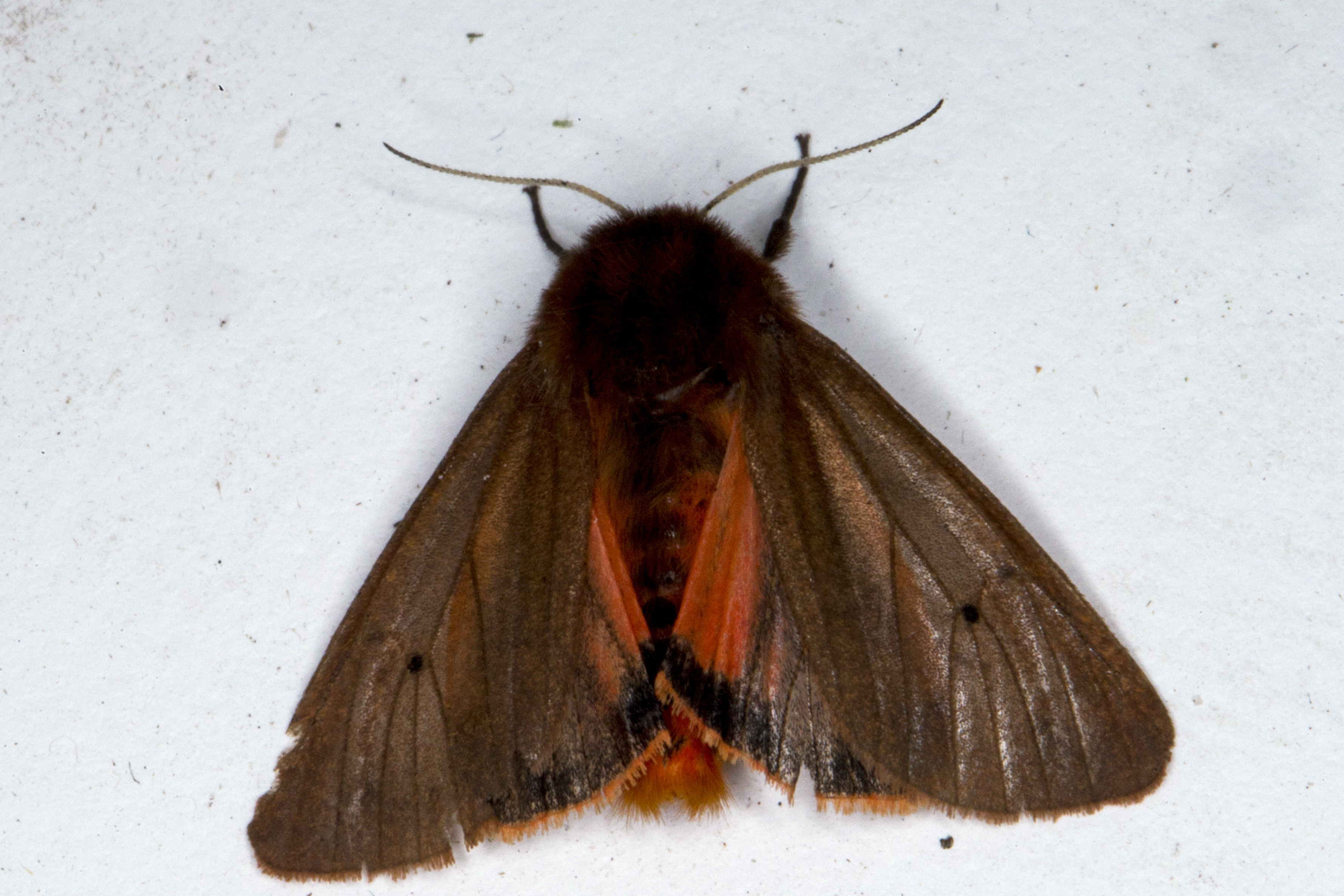
Phragmatobia fuliginosa
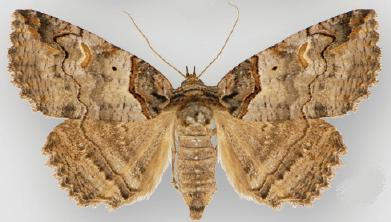
Zale lunifera